# Serge Voronoff

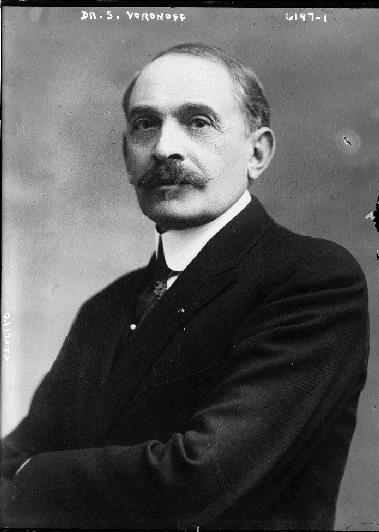
Serge Voronoff (1920)

Serge Voronoff (russisch Сергей Абрамович Воронов, transkribiert Sergei Abramowitsch Woronow; * vor dem 10. Juli 1866 in der Nähe von Woronesch, Russisches Kaiserreich als Samuel Voronoff; † 3. September 1951 in Lausanne, Schweiz) war ein französischer Chirurg russischer Herkunft und ein Pionier auf dem Gebiet der Xenotransplantation.

## Leben und Werk
Serge Voronoff wurde als Samuel Voronoff vor dem 10. Juli 1866 (dem Tag seiner Beschneidung in einer russischen Synagoge) geboren. Im Alter von 18 Jahren wanderte Voronoff nach Frankreich aus, um in Paris Medizin zu studieren. 1895 wurde er französischer Staatsbürger. Der spätere Nobelpreisträger Alexis Carrel war einer seiner Lehrer und ein späterer Freund. Von 1896 bis 1910 arbeitete Voronoff in Ägypten als Leibarzt am Hof der Khediven. Dort galt er als einer der Wegbereiter der modernen Medizin. Er studierte unter anderem die Eunuchen des Hofes, die in ihrer Kindheit kastriert wurden. Er stellte dabei fest, dass die Kastration über das Sexuelle hinaus Auswirkungen auf das Skelett, die Muskulatur, das Nervensystem und die psychische Entwicklung hat. Diese Studien sollten sein späteres Werk stark beeinflussen. Als er 1910 wieder nach Frankreich kam, beschäftigte sich Voronoff nach dem Vorbild Carrels mit Transplantationen. Zunächst transplantierte er Ovarien und Schilddrüse, während des Ersten Weltkriegs führte er auch Knochentransplantationen durch. Voronoff war sehr wohlhabend und gründete am renommierten Collège de France ein eigenes Forschungslabor, das er wie seine anderen Forschungsinstitutionen selbst finanzierte. Er begann, sich auf die Transplantation von Hoden zu spezialisieren. Voronoff war von den Erfolgen der Schilddrüsentransplantationen angetan und wollte mit Hodentransplantationen eine „unspezifische Revitalisierung“ erreichen.
Voronoff führte über fünfhundert Hodentransplantationen bei Schafen, Ziegen und Bullen durch. Er übertrug die Hoden von Jungtieren auf alte Tiere. Er stellte dabei fest, dass die Vitalität der alten Tiere zunahm. In den 1920er Jahren arbeitete er dann mit Affenhoden-Implantaten. Durch die Ergebnisse der „Verjüngung“ bei verschiedenen Spezies ermutigt, implantierte er am 12. Juni 1920 erstmals in das Skrotum eines Patienten in Scheiben geschnittene Hoden eines Schimpansen. Die dünnen Scheiben sollten dabei die Vereinigung des Xenografts mit dem Gewebe des Patienten fördern. 1926 veröffentlichte er über seine Transplantationen und die dabei erzielten (vermeintlichen) Erfolge das Buch The Study of Old Age and my Method of Rejuvenation. Bis in die 1930er Jahre führte Voronoff über 500 Transplantationen durch. Weltweit – vor allem in den Vereinigten Staaten, der Sowjetunion, Brasilien, Chile und Indien – ging die Zahl dieser Eingriffe in die Tausende. Der Bedarf an Schimpansen und Pavianen, deren Hoden für die Transplantationen verwendet wurden, konnte zeitweise kaum gedeckt werden. In England, wo zur damaligen Zeit Vivisektionen streng verboten waren, wurden die Hoden von Leichen transplantiert. In Österreich arbeitete Eugen Steinach an einer Variante von Voronoffs Transplantationen. Voronoff baute in Menton ein spezielles Affenhaus. Später transplantierte er auch Affenovarien (erfolglos) Frauen, um die Menopause zu verhindern. Beim 1923 in London stattfindenden International Congress of Surgeons mit über 700 Teilnehmern wurden Voronoffs Arbeiten zur „Verjüngung alter Männer“ gewürdigt. Als sich die von Voronoff versprochenen Wirkungen bei den Patienten nicht einstellten – die kurzzeitig beobachteten Erfolge werden heute im Wesentlichen dem Placebo-Effekt zugesprochen – geriet Voronoffs Transplantationsmethode aus der Mode und weitgehend in Vergessenheit. Als wenige Jahre später das Testosteron als die aktive Substanz der Hoden identifiziert wurde, keimte die Hoffnungen zur Revitalisierung und Verjüngung des Mannes wieder auf. Voronoff setzte darauf, dass die Entdeckung des Testosterons seine Theorien bestätigen würde. Die erhoffte Wirkung stellte sich aber nicht ein. Testosteron verlängerte nicht die Lebenserwartung der Versuchstiere. Durch die pleiotrope Wirkung des Testosterons ist eher das Gegenteil der Fall.
Voronoff verlangte pro Eingriff die Summe von 100.000 Goldfranc.

## Schriften (Auswahl)
- Essai sur les trèves morbides. Paris 1893 (Dissertation, Universität Paris, 1893/94).
- Quarante-trois Greffes du Singe à l’Homme. G. Doin, Paris 1924.
- La Greffe animale, un nouveau facteur d’économie sociale. C. A. Vomhoff, Straßburg 1924.
  - Organüberpflanzung und ihre praktische Verwertung beim Haustier. Aus dem Französischen von Gerhard Golm. Geleitwort: Richard Mühsam. Dr. Werner Klinkhardt, Leipzig 1925.
- Étude sur la vieillesse et le rajeunissement par la greffe. G. Doin, Paris 1926.
  - Verhütung des Alterns durch künstliche Verjüngung: Transplantation der Geschlechtsdrüsen vom Affen auf den Menschen. Aus dem Französischen übersetzt von Zoltán von Nemes Nagy. Eigenbrödler, Berlin 1926.
- La conquête de la vie. E. Fasquelle, Paris 1928.
  - Die Eroberung des Lebens. Das Problem der Verjüngung. Julius Hoffmann Verlag, Stuttgart 1928.
- Mit George Alexandrescu: La greffe testiculaire du singe à l’homme: technique opératoire, manifestations physiologiques, évolution histologique, statistique. G. Doin, Paris 1930
  - Hodentransplantation von Affe auf Mensch: Operationstechnik, physiologische Erscheinungen, histologische Entwicklung, Statistik. Uebersetzt aus dem Französischen von Maurice-Michel Grinbaum. Eigenbrödler, Berlin/Zürich 1930.
- Mit George Alexandrescu: Die Übertragung des menschlichen Krebses auf Affen. Experimentelle Untersuchungen. In: Wiener medizinische Wochenschrift. 1932, S. 35–37.
- Les sources de la vie. Fasquelle, Paris 1933.
  - The sources of life (= Harvard College Library history of science project. Bd. 202). Humphries, Boston 1943.